# Oromocto
Oromocto är en ort i Kanada.   Den ligger i provinsen New Brunswick, i den sydöstra delen av landet, 700 km öster om huvudstaden Ottawa. Oromocto ligger 27 meter över havet och antalet invånare är 8 998.
Terrängen runt Oromocto är platt. Närmaste större samhälle är Fredericton, 18,9 km nordväst om Oromocto. 
I omgivningarna runt Oromocto växer i huvudsak blandskog. Runt Oromocto är det glesbefolkat, med 12 invånare per kvadratkilometer.